# كفر شماخ
كفر شماخ إحدى قرى مركز كفر الزيات التابع لمحافظة الغربية بجمهورية مصر العربية.

## التاريخ
قرية كفر شماخ قرية حديثة أصل سكانها من «الزبيرية» التي أغرقها فيضان نهر النيل  في القرن الحادي عشر الهجري واندثرت، فأسس أهلها مساكن جديدة في زمام القرية، فأنشأوا ثلاثة كفور وهي كفر شماخ وكفر حشاد وكفر الهواشم ولكن بقى اسمها في الدفاتر الحكومية الزبيرية.
فُصلت الكفور الثلاثة عن بعضها ضمن نواحى ولاية المنوفية في سنة 1228 هـ/1813م. عُدّلت حدود مديريتي الغربية والمنوفية في سنة 1896م ففُصلت القرية عن مركز تلا بمديرية المنوفية، وأُلحقت بمركز كفر الزيات بمديرية الغربية. صدر قرار بضم أراضى الكفور الثلاثة إلى بعضها في سنة 1900 وسُميّت باسم «كفور حشاد»، ثم أُلغي هذا القرار سنة 1939م وفُصلت مجددًا عن بعض البعض.

## السكان
بلغ عدد سكان كفر شماخ 3441 نسمة حسب تقدير عام 2018.
| السنة  | 1882 | 1897 | 1907 | 1927 | 1947 | 1960 | 1976 | 1986 | 1996 | 2006  | 2018 |
| ------ | ---- | ---- | ---- | ---- | ---- | ---- | ---- | ---- | ---- | ----- | ---- |
| القرية | 421  | 555  | 678  | 3813 | 898  | 1443 | 2119 | 2422 | 2692 | 3,226 | 3441 |